# Cúmulo abierto M38
Messier 38 (también conocido como M38 o NGC 1912) es un cúmulo abierto en la constelación Auriga.
Fue descubierto por Giovanni Batista Hodierna antes de 1654 e independientemente encontrado por Le Gentil en 1749. El M38 está a una distancia de unos 4200 años luz desde la Tierra.